# Kościół św. Katarzyny w Timișoarze
Kościół św. Katarzyny (rum. Biserica Sfânta Ecaterina) – rzymskokatolicka świątynia parafialna znajdująca się w rumuńskim mieście Timișoara.

## Historia
Historia kościoła sięga średniowiecza, według niektórych źródeł w XIII wieku w krypcie świątyni pochowano królową Marię, żonę Karola I Roberta. Obiekt był własnością franciszkanów reformatów. W 1552 miasto zostało zajęte przez Turków osmańskich, a kościół przekształcono w meczet. W 1722 świątynię zwrócono franciszkanom. W celu powiększenia twierdzy Timișoara zakonnicy przenieśli się do obecnej lokalizacji, gdzie w latach 1753-1756 wznieśli nową, barokową świątynię. Stary kościół zburzono w 1757, a na jego miejscu w 1763 ustawiono obelisk (w 1935 został on przeniesiony na cmentarz przy Calea Lipovei). W 1896 świątynia została zniszczona podczas trzęsienia ziemi, budynek odbudowano w latach 1887-1889 w stylu neoklasycystycznym na podstawie projektu Camilla Sittego, zachowując jednak liczne elementy barokowe. Obecnie kościół służy zamieszkującej miasto mniejszości słowackiej. 

## Architektura i wyposażenie
Świątynia barokowo-neoklasycystyczna, jednonawowa. Organy kościelne wykonał w 1895 Carl Leopold Wegenstein.

## Galeria

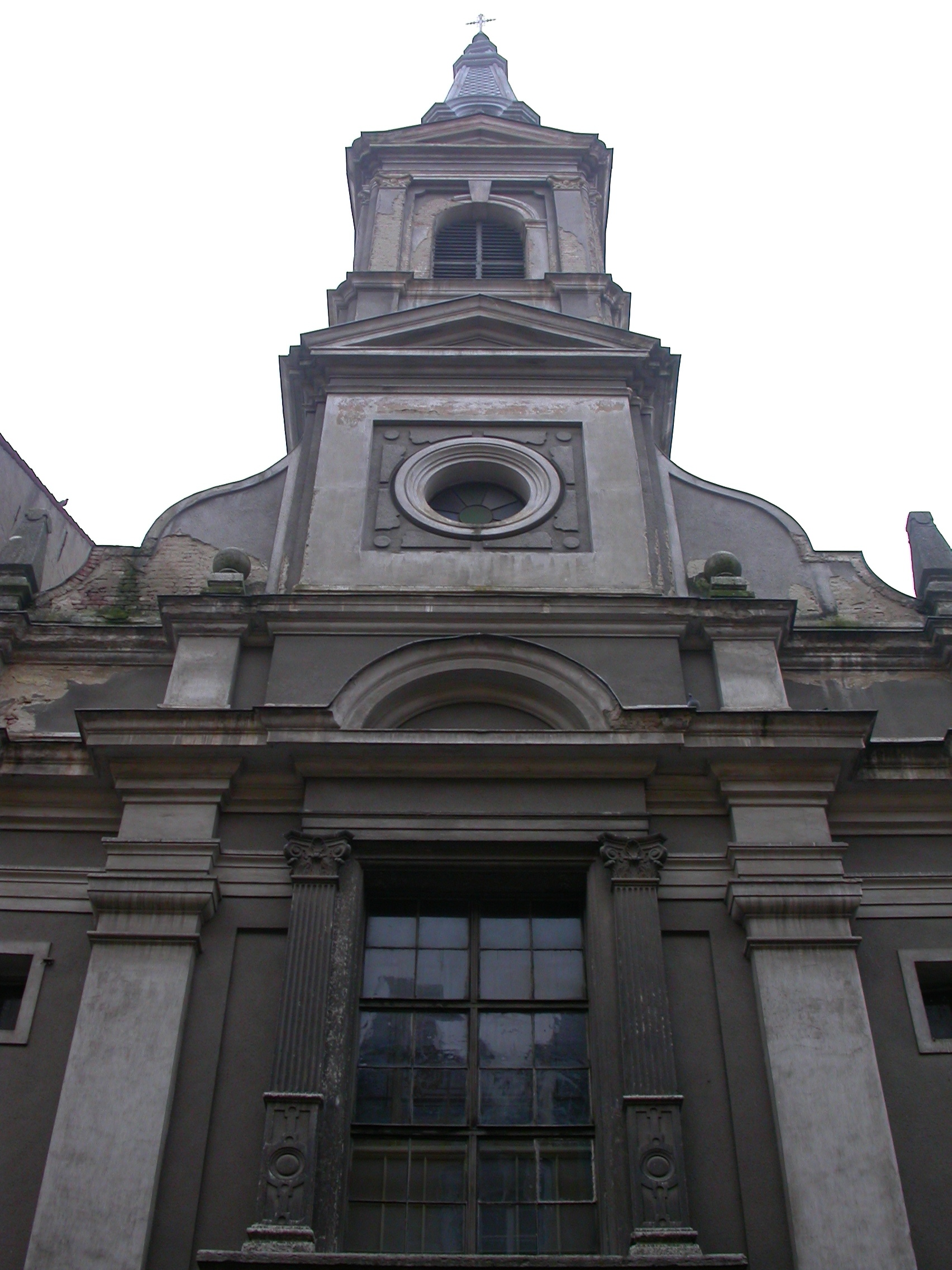
Fasada
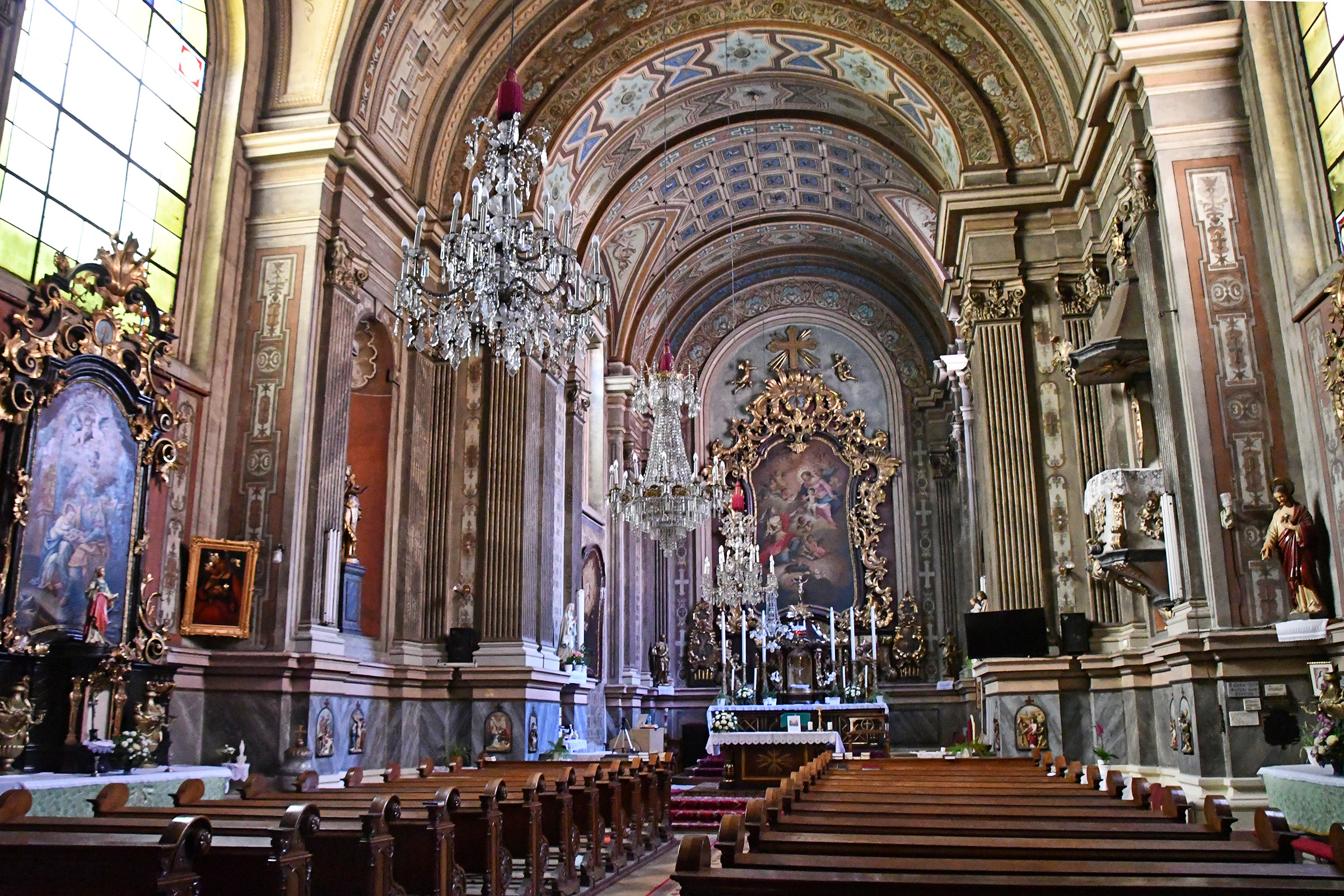
Wnętrze
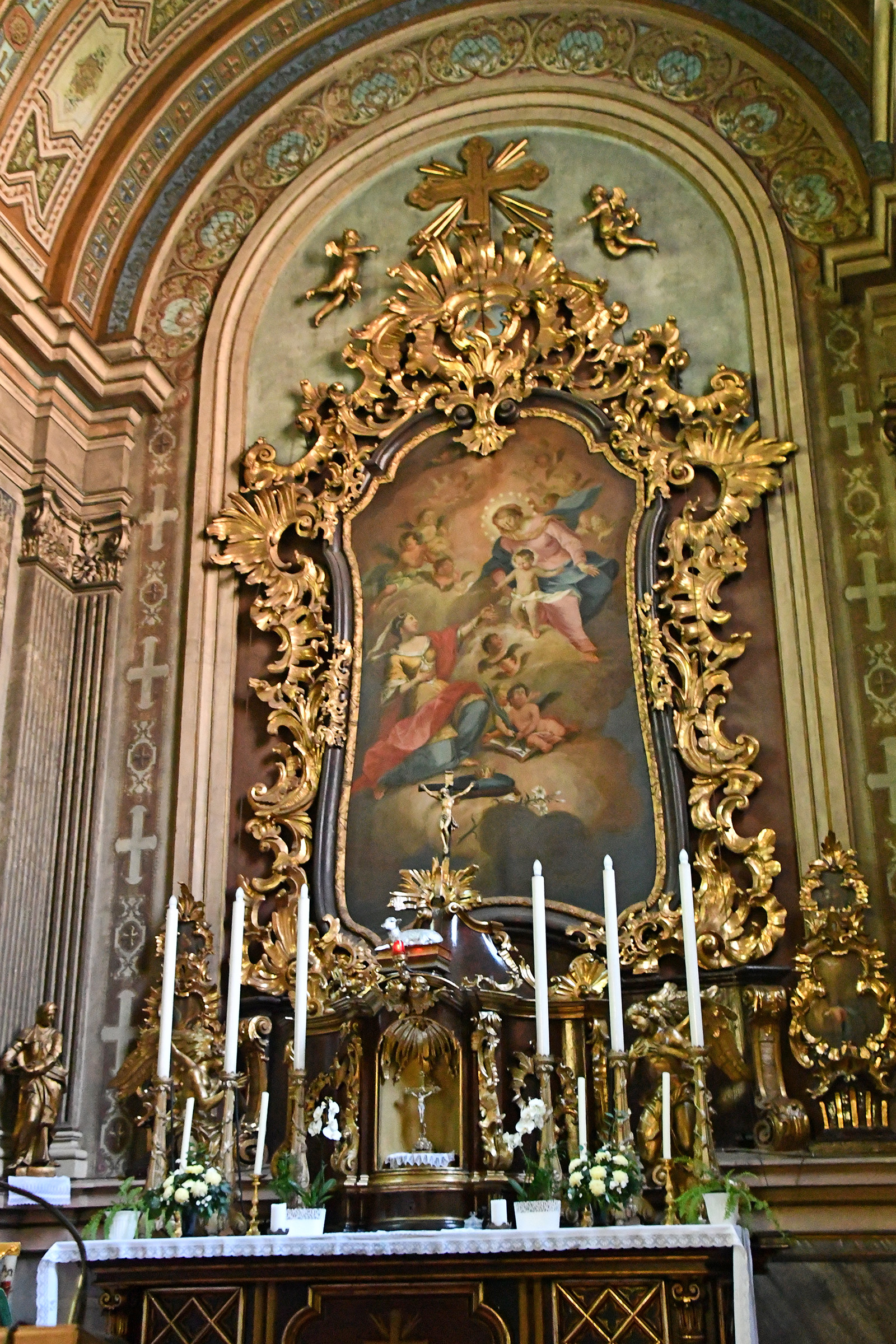
Ołtarz główny
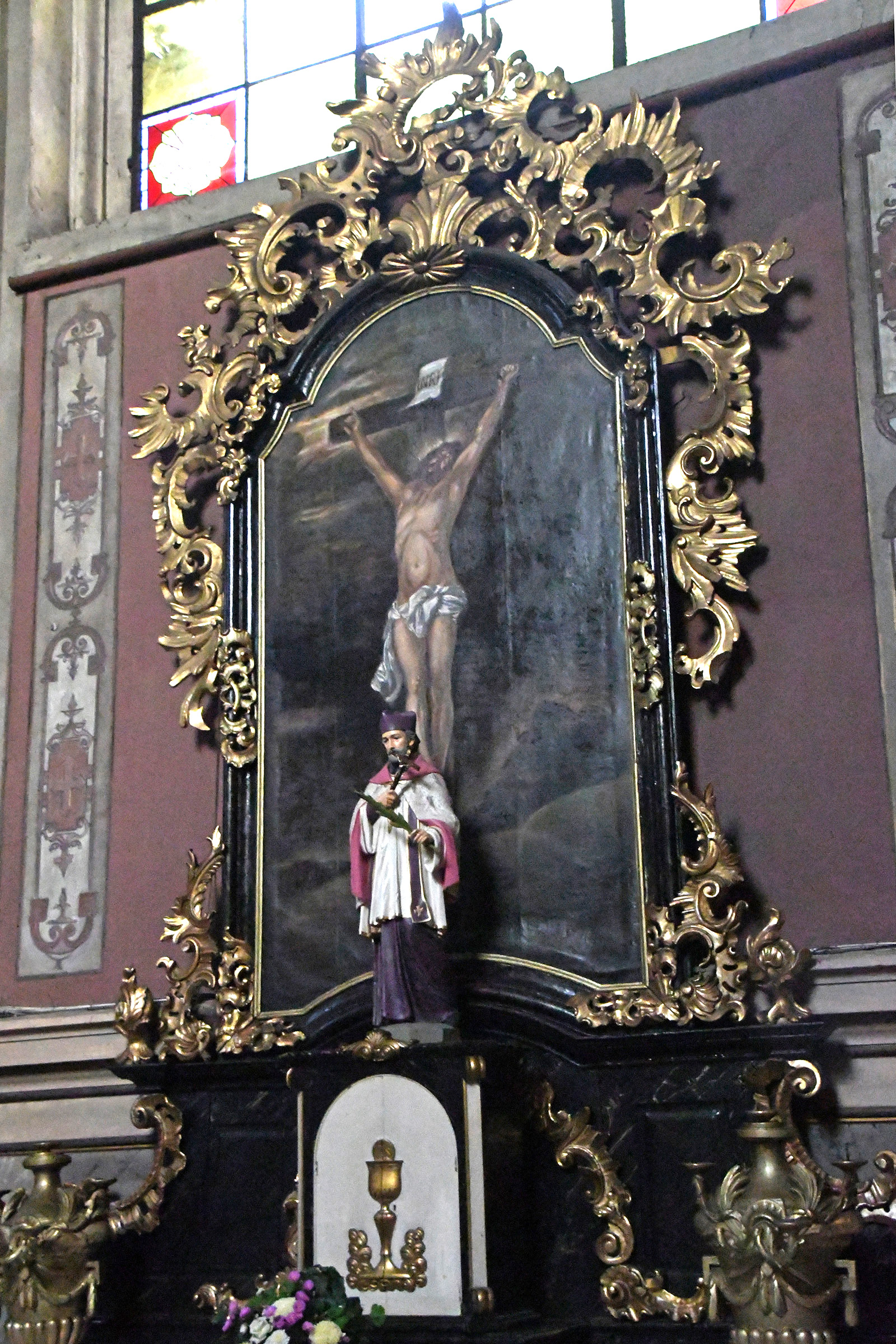
Ołtarz Ukrzyżowania
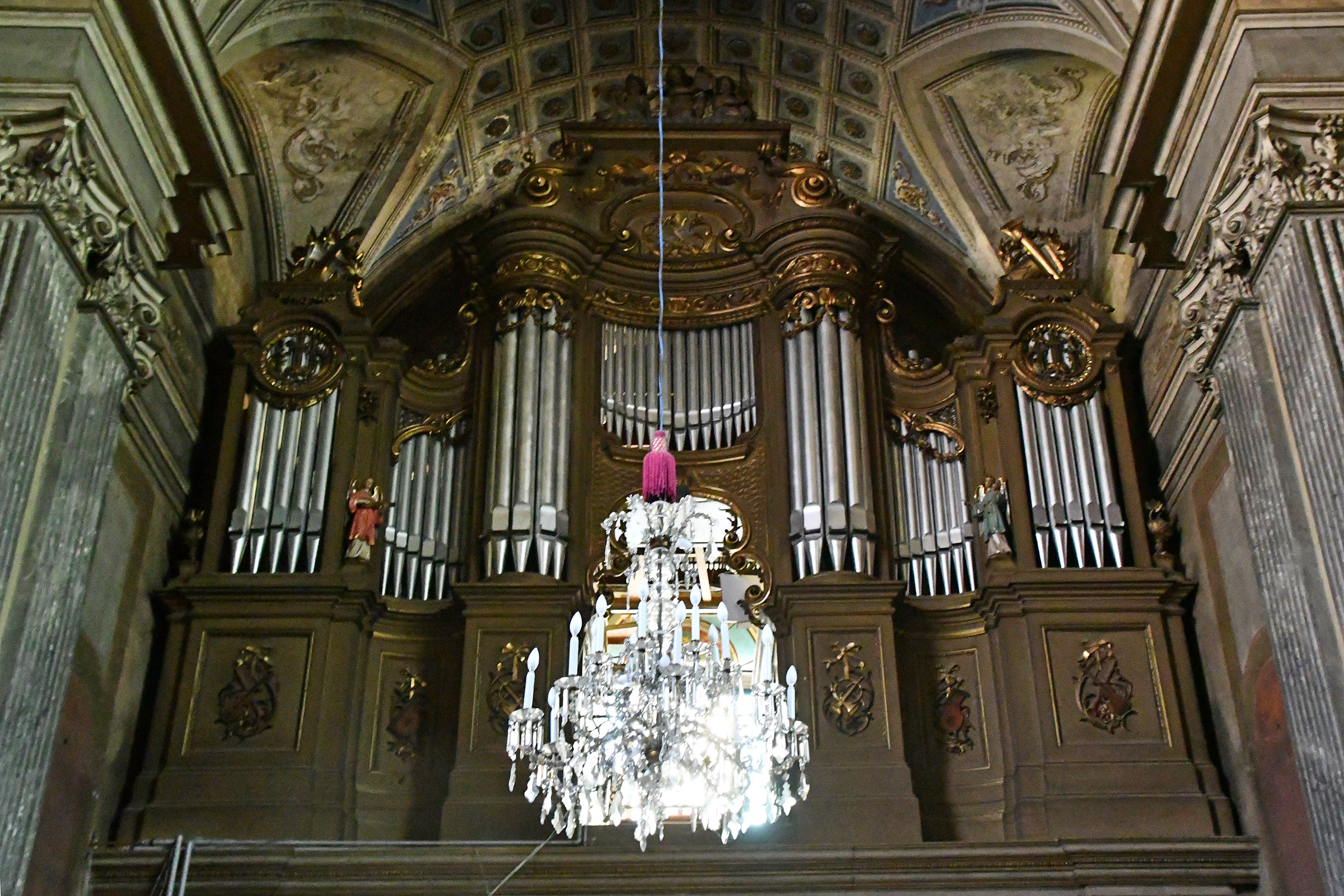
Organy